# Messier 82
A Messier 82 (más néven M82, NGC 3034 vagy Szivar-galaxis) egy szabálytalan galaxis az Ursa Major (Nagy Medve) csillagképben. Az egyik legismertebb csillagontó-galaxis.
Távolsága a Naprendszertől 11-12 millió fényév.

## Felfedezése
Az M82 galaxist Johann Elert Bode fedezte fel 1774. december 31-én, az M81 felfedezésével egyidőben. Pierre Méchain tőle függetlenül mindkét objektumot újra felfedezte 1779 augusztusában, majd értesítette erről Charles Messier-t, aki végül 1781. február 9-én katalogizálta.

## Tudományos adatok
Az M82 az igen aktív csillagképződésről ismert, és a csillagontó-galaxisok osztályának a prototípusa. 2003 november 21-én egy II típusú szupernóvát fedeztek fel az benne (SN 2004am). A Halton Arp által készített Pekuliáris Galaxisok Atlasza szintén tartalmazza az objektumot, a 337. szám alatt.
2014. január 21-én egy új szupernóvát fedeztek fel a galaxisban (kezdeti azonosítója: PSN J09554214+6940260, másik jelölése: SN 2014J). Színképe alapján Ia típusú szupernóváról van szó. Az új szupernóva jelentőségét az adja, hogy a felfedezés pillanatában még nem érte el a teljes fényességét.

## Megfigyelési lehetőség
Cirkumpoláris objektum: Magyarországról az év minden szakában látható, 27–67 fokos horizont feletti magasságban. Megfigyelése már kis távcsővel is eredményes.

## Galéria
- Az M82 mágneses mezeje
- A Hubble (látható fény), a Spitzer (infravörös) és a Chandra (röntgen) űrtávcsövek egyesített felvétele
- A Chandra röntgenfelvétele
- A Hubble felvétele egy új szupernóváról a galaxisban
- Egy szupernóva megjelenése 2013 decembere és 2014 januárja között